# Katja Sturm-Schnabl
Katja (Stanislawa Katharina) Sturm-Schnabl (Zinsdorf, Austria; 17 de febrero de 1936) es una lingüista e historiadora literaria eslovena de Carintia.

## Biografía y obra

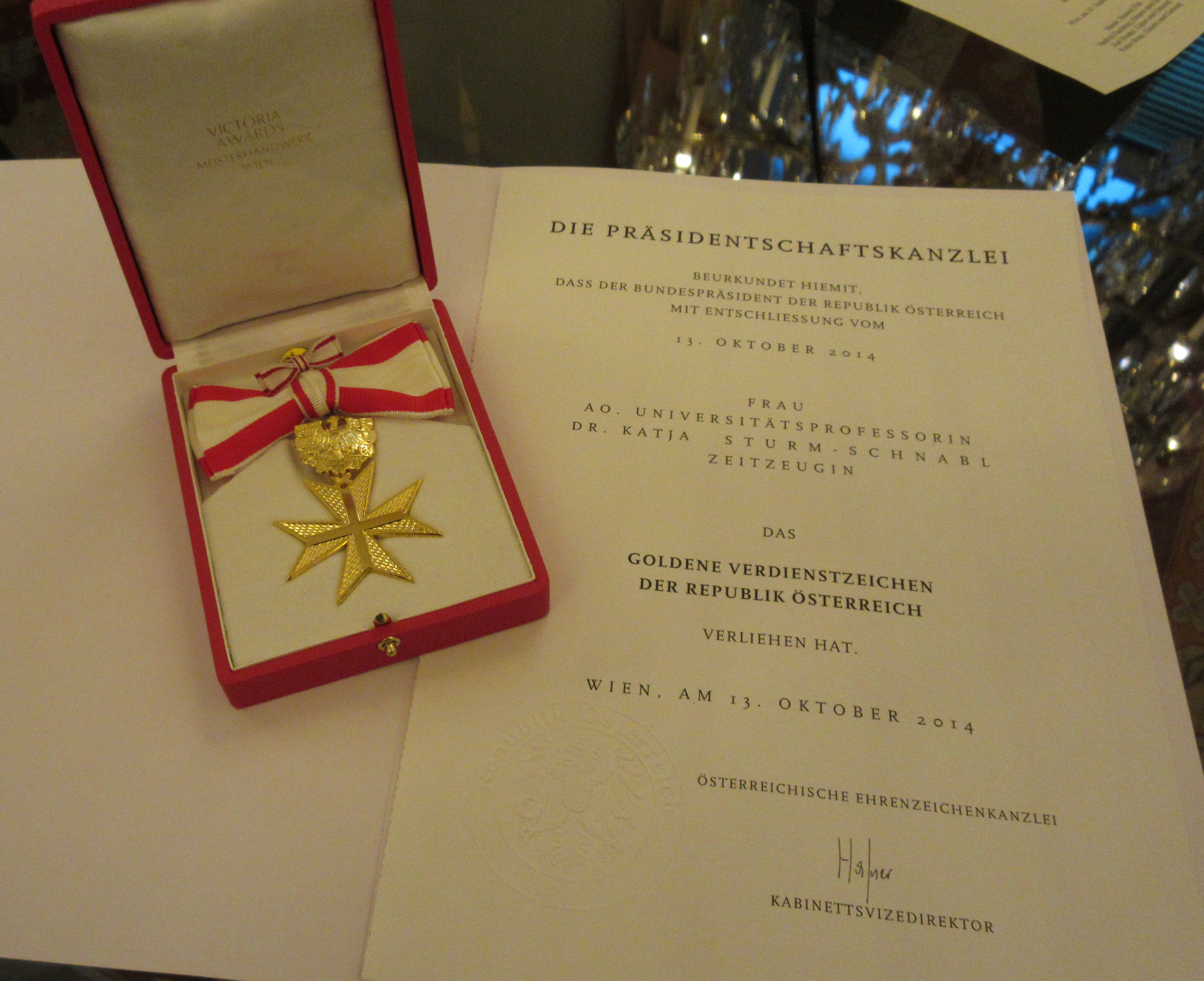
Orden al Mérito de la República de Austria entregada a Katja Sturm-Schnabl en 2015

Katja Sturm-Schnabl proviene de una familia eslovena respetada, cultural y políticamente activa en Zinsdorf, Austria. Asistió a la escuela primaria y la escuela primaria humanística en Klagenfurt. Estudió estudios eslavos, literatura eslava meridional, ruso, historia del arte y estudios bizantinos. En 1973 recibió su doctorado con el estudio reconocido internacionalmente del dialecto esloveno de Klagenfurter Feld y Klagenfurter Becken. De 1973 a 1984 fue asistente de investigación en la Comisión de Estudios bizantinos de la Academia de Ciencias de Austria. Su trabajo principal fue la creación del Prosopographisches Lexikon der Palaiologenzeit.
De 1984 a 2016 enseñó historia literaria y cultural eslava del sur en el Instituto de Estudios eslavos de la Universidad de Viena y fue miembro de numerosas curias y de la Comisión de Igualdad de Oportunidades. Durante este tiempo, se preocupó especialmente por apoyar a los estudiantes, para quienes organizó numerosos coloquios y grupos de presión universitarios y no universitarios. En particular, sus esfuerzos estuvieron encaminados a establecer una institucionalidad constitucional, científica e históricamente apropiada de la asignatura de Estudios eslovenos (creación de una cátedra de Estudios eslovenos, con los correspondientes puestos de asistente), que todavía no se ha concretado.
En 1993 completó su habilitación con su obra sobre la correspondencia de Fran Miklošič con Südslaven/Korespondenca Frana Miklošiča z Južnimi Slovani, por la que recibió el Premio Leopold Kunschak. La investigación se centra en la historia literaria y cultural eslovena, las interrelaciones eslavas meridionales, los estudios transculturales europeos, en particular la relación con el área cultural francesa, así como los aspectos específicos del desarrollo del lenguaje carintio esloveno. Como participante en numerosos encuentros internacionales, publicó en numerosos idiomas y promovió el diálogo intercultural traduciendo obras clave seleccionadas de la literatura y la investigación.

## Reconocimientos
El 30 de septiembre de 2015, el ministro de Cancillería, Josef Ostermayer, le otorgó el Orden al Mérito de la República de Austria por su compromiso como testigo contemporáneo.
El 3 de octubre de 2019, también recibió el Premio Vinzenz Rizzi 2019 de la Asociación Central de Organizaciones Eslovenas en Carintia y la Asociación Cultural Eslovena en los Archivos Estatales de Carintia en Klagenfurt.